# Američki lešinari
Američki lešinari ili kondori, lešinari Novog sveta (lat. Cathartidae), porodica su koja sadrži sedam postojećih vrsta svrstanih u pet rodova. Obuhvaćeno je pet postojećih lešinara i dva postojeća kondora koji se nalaze u toplim i umerenim predelima Amerike. Lešinari „Novog sveta” bili su rasprostranjeni u Starom svetu i u Severnoj Americi za vreme neogena.
Lešinari Starog sveta i lešinari Novog sveta ne čine jednu kladu, mada dve grupe izgledaju slično zbog konvergentne evolucije.
Lešinari su ptice koje se uglavnom hrane leševima mrtvih životinja bez vidljivih štetnih posledica. Bakterije u izvoru hrane, koje su patogene za druge kičmenjake, dominiraju u crevnoj flori lešinara, i oni imaju koristi od bakterijske razgradnje natrulog tkiva. Neke vrste lešinara Novog sveta imaju dobo čulo mirisa, dok lešinari iz Starog sveta pronalaze leševe isključivo pomoću vida. Posebna karakteristika mnogih lešinara je ćelava glava, bez perja.

## Taksonomija i sistematika
Porodica američkih lešinara se sastoji od sedam vrsta svrstanih u pet rodova. Rodovi su Coragyps, Cathartes, Gymnogyps, Sarcoramphus, i Vultur. Od toga, samo Cathartes nije monotičan. Naučno ime porodice Cathartidae dolazi od cathartes, grčke reči „prečišćivač”. Iako su lešinari Novog sveta u velikoj meri nalik na one iz Starog sveta, oni nisu blisko srodni. Umesto toga, oni podsećaju na lešinare Starog sveta zbog konvergentne evolucije. Filogenetskim analizama koje uključuju sve vrste Cathartidae pronađene su dve primarne klade: (1) crni lešinari (Coragyps atratus) zajedno sa tri Cathartes vrste (manji C. burrovianus i veći C. melambrotus žutouglavi lešinari, ćuranski lešinar C. aura) i (2) kraljevski lešinar (Sarcoramphus papa), kalifornijski (Gymnogyps californianus) i andski (Vultur gryphus) kondori.

## Literatura
- Allaby, Michael (1992). The Concise Oxford Dictionary of Zoology. Oxford: Oxford University Press. стр. 348. ISBN 0-19-286093-3.
- Alvarenga, H. M F. & S. L. Olson. (2004). „A new genus of tiny condor from the Pleistocene of Brazil (Aves: Vulturidae)”. Proceedings of the Biological Society of Washington. 117 (1): 1—9.
- Alvarenga, H.; Brito, G. R. R.; Migotto, R.; Hubbe, A.; Höfling, E..  Pleistovultur nevesi gen. et sp. nov. (Aves: Vulturidae) and the diversity of condors and vultures in the South American Pleistocene. Ameghiniana. 45 (3): 613—618. 2008. Недостаје или је празан параметар |title= (помоћ).
- American Ornithologists' Union (2009) Check-list of North American Birds (PDF), Tinamiformes to Falconiformes 7th Edition. AOU. Retrieved 6 October 2009
- American Ornithologists' Union (2010) Check-list of North American Birds (PDF), Tinamiformes to Falconiformes 7th Edition. AOU. Retrieved 3 August 2010
- Avise, J. C. (1994). „DNA sequence support for a close phylogenetic relationship between some storks and New World vultures.”. Proceedings of the National Academy of Sciences. 91 (11): 5173—5177. Bibcode:1994PNAS...91.5173A. PMC 43954 . PMID 8197203. doi:10.1073/pnas.91.11.5173 .
- „DNA sequence support for a close phylogenetic relationship between some storks and New World vultures”. Proceedings of the National Academy of Sciences. 92 (7): 3076. 1995. PMC 1080062 . doi:10.1073/pnas.92.7.3076b .
- BirdLife International (2004). „2001 Categories & Criteria (version 3.1)”. Архивирано из оригинала 06. 02. 2007. г. Приступљено 29. 06. 2020.. International Union for Conservation of Nature and Natural Resources. Retrieved 9 September 2007.
- International, BirdLife (2009). „Vultur gryphus”. Црвени списак угрожених врста IUCN. IUCN. 2009. Приступљено 6. 10. 2009.
- International, BirdLife (2009a). „Gymnogyps californianus”. Црвени списак угрожених врста IUCN. IUCN. 2009a. Приступљено 6. 10. 2009.
- Brookes, Ian (editor-in-chief) (2006). The Chambers Dictionary, ninth edition. Edinburgh: Chambers. стр. 238. ISBN 978-0-550-10185-3.
- Brown J. W. & D. P. Mindell (2009). „Diurnal birds of prey (Falconiformes)”.  Ур.: Hedges S. B.; S. Kumar. The Timetree of Life. Oxford University Press. стр. 436—439. ISBN 978-0-19-953503-3.
- de Boer, L. E. M. (1975). „Karyological heterogeneity in the Falconiformes (Aves)”. Cellular and Molecular Life Sciences. 31 (10): 1138—1139. PMID 1204722. doi:10.1007/BF02326755.
- Campbell, Kenneth E. Jr.; Tonni, E. P. (1983). „Size and Locomotion in Teratorns (Aves: Teratornithidae)”. Auk. 100 (2): 390—403. S2CID 55910440. doi:10.1093/auk/100.2.390.
- Cracraft, J., F. K. Barker, M. Braun, J. Harshman, G. J. Dyke, J. Feinstein, S. Stanley, A. Cibois, P. Schikler, P. Beresford, J. García-Moreno, M. D. Sorenson, T. Yuri, and D. P. Mindell. (2004) "Phylogenetic relationships among modern birds (Neornithes): toward an avian tree of life." pp. 468–489 in Assembling the tree of life (J. Cracraft and M. J. Donoghue, eds.). Oxford University Press, New York.
- Emslie, Steven D (1988). „An early condor-like vulture from North America” (PDF). The Auk. 105 (3): 529—535. doi:10.1093/auk/105.3.529.
- Ericson, Per G. P.; Anderson, Cajsa L.; Britton, Tom; Elżanowski, Andrzej; Johansson, Ulf S.; Kallersjö, Mari; Ohlson, Jan I.; Parsons, Thomas J.; Zuccon, Dario; Mayr, Gerald (2006). „Diversification of Neoaves: integration of molecular sequence data and fossils”. Biology Letters. 2 (4): 543—7. PMC 1834003 . PMID 17148284. doi:10.1098/rsbl.2006.0523.
- Farmer A, Francl, K (2008). Cathartes aura.. University of Michigan Animal Diversity Web. Retrieved 8 October 2009
- Feduccia, J. Alan. (1977). The Origin and Evolution of Birds. Yale University Press. стр. 300. ISBN 0-226-05641-4. Непознати параметар |DUPLICATE_year= игнорисан (помоћ)
- Fisher, Harvey I (1942). „The Pterylosis of the Andean Condor”. Condor. 44 (1): 30—32. JSTOR 1364195. doi:10.2307/1364195.
- Gibb, G. C.; Kardailsky, O.; Kimball, R. T.; Braun, E. L.; Penny, D. (2007). „Mitochondrial genomes and avian phylogeny: complex characters and resolvability without explosive radiations”. Molecular Biology and Evolution. 24 (1): 269—280. CiteSeerX 10.1.1.106.1680 . PMID 17062634. doi:10.1093/molbev/msl158.
- Harris, Tim (2009). Complete Birds Of The World. Washington D.C: National Geographic Society. стр. 72. ISBN 978-1-4262-0403-6.
- Hackett, Shannon J.; Kimball, Rebecca T.; Reddy, Sushma; Bowie, Rauri C. K.; Braun, Edward L.; Braun, Michael J.; Chojnowski, Jena L.; Cox, W. Andrew; Han, Kin-Lan; Harshman, John; Huddleston, Christopher J.; Marks, Ben D.; Miglia, Kathleen J.; Moore, William S.; Sheldon, Frederick H.; Steadman, David W.; Witt, Christopher C.; Yuri, Tamaki (2008). „A phylogenomic study of birds reveals their evolutionary history”. Science. 320 (5884): 1763—68. Bibcode:2008Sci...320.1763H. PMID 18583609. S2CID 6472805. doi:10.1126/science.1157704.
- Howell, Steve N.G., and Sophie Webb A Guide to the Birds of Mexico and Northern Central America. 1995. New York: Oxford University Press. Howell, Steve N. G.; Webb, Sophie (30. 3. 1995). A Guide to the Birds of Mexico and Northern Central America. OUP Oxford. стр. 174. ISBN 0-19-854012-4.
- Johnson, J.A.; Brown, J.W.; Fuchs, J.; Mindell, D.P. (2016). „Multi-locus phylogenetic inference among New World Vultures (Aves: Cathartidae)”. Molecular Phylogenetics and Evolution. 105: 193—199. Bibcode:2016MolPE.105..193J. PMID 27601346. doi:10.1016/j.ympev.2016.08.025 .
- Kemp, Alan, and Ian Newton (2003): New World Vultures.  In Christopher Perrins, ed., The Firefly Encyclopedia of Birds. Firefly Books. 2003.. Perrins, Christopher M. (2003). Firefly Encyclopedia of Birds. Firefly Books. стр. 146. ISBN 1-55297-777-3.
- Krabbe, Niels & Fjeldså, Jon. 1990: Birds of the High Andes. Apollo Press.. Fjeldså, Jon; Krabbe, Niels (1990). Birds of the High Andes: A Manual to the Birds of the Temperate Zone of the Andes and Patagonia, South America. Zoological Museum, University of Copenhagen. стр. 88. ISBN 87-88757-16-1.
- Ligon, J. D. (1967). „Relationships of the cathartid vultures”. Occasional Papers of the Museum of Zoology, University of Michigan. 651: 1—26.
- Mayr, G (2006). „A new raptorial bird from the Middle Eocene of Messel, Germany” (PDF). Historical Biology. 18 (2): 95—102. Bibcode:2006HBio...18...99M. CiteSeerX 10.1.1.493.8590 . S2CID 34895565. doi:10.1080/08912960600640762.
- Myers, P., R. Espinosa, C. S. Parr, T. Jones, G. S. Hammond, and T. A. Dewey. (2008) Family Cathartidae University of Michigan Animal Diversity Web Retrieved 5 October 2009
- Phillips, Steven J, Comus, Patricia Wentworth (Arizona-Sonora Desert Museum) A natural history of the Sonoran Desert. University of California Press. 2000.. Phillips, Steven J.; Comus, Patricia Wentworth (2000). A Natural History of the Sonoran Desert: Revised and Updated Edition. University of California Press. стр. 377. ISBN 0-520-21980-5.
- Reed, Chester Albert (1914): The bird book: illustrating in natural colors more than seven hundred North American birds, also several hundred photographs of their nests and eggs. University of Wisconsin. p. 198
- Remsen, J. V., Jr., C. D. Cadena, A. Jaramillo, M. Nores, J. F. Pacheco, M. B. Robbins, T. S. Schulenberg, F. G. Stiles, D. F. Stotz, and K. J. Zimmer. „A classification of the bird species of South America”. Архивирано из оригинала 2. 3. 2009. г.. American Ornithologists' Union.
- Ryser, Fred A. (1985). Birds of the Great Basin: A Natural History. University of Nevada Press. стр. 211. ISBN 9780874170801.
- Sibley, Charles G.; Burt L. Monroe (1990). Distribution and Taxonomy of the Birds of the World. Yale University Press. ISBN 0-300-04969-2.
- Sibley, Charles G., and Jon E. Ahlquist (1991). Phylogeny and Classification of Birds: A Study in Molecular Evolution. Yale University Press. ISBN 0-300-04085-7.
- Snyder, Noel; Snyder, Helen (15. 10. 2006). Raptors of North America: Natural History and Conservation. Voyageur Press. ISBN 9780760325827.
- Stone, Lynn M. (1992). „Vultures”. Buitres. Rourke Corporation. стр. 14. ISBN 0-86593-193-3.. Rourke Publishing Group.
- Stucchi, Marcelo; Emslie Steven, D (2005). „Un Nuevo Cóndor (Ciconiiformes, Vulturidae) del Mioceno Tardío-Plioceno Temprano de la Formación Pisco, Perú”. The Condor (на језику: шпански). 107 (1): 107—113. S2CID 85805971. doi:10.1650/7475.
- Suárez, W.; Emslie, S.D. (2003). „New fossil material with a redescription of the extinct condor Gymnogyps varonai (Arredondo, 1971) from the Quaternary of Cuba (Aves: Vulturidae)” (PDF). Proceedings of the Biological Society of Washington. 116 (1): 29—37.
- Suarez, William (2004). „The identity of the fossil raptor of the genus Amplibuteo (Aves: Accipitridae) from the Quaternary of Cuba” (PDF). Caribbean Journal of Science. 40 (1): 120—125.: (1) 120 125
- Terres, J. K. & National Audubon Society The Audubon Society Encyclopedia of North American Birds. 1991.. Reprint of 1980 edition. Terres, John K. (1991). The Audubon Society Encyclopedia of North American Birds. Wings Books. стр. 957. ISBN 0-517-03288-0.
- Tozzer, Alfred Marston & Allen, Glover Morrill Animal Figures in the Maya Codices. 1910.. Harvard University Plates 17 & 18
- Wink, M (1995). „Phylogeny of Old and New World vultures (Aves: Accipitridae and Cathartidae) inferred from nucleotide sequences of the mitochondrial cytochrome b gene”. Zeitschrift für Naturforschung. 50 (11–12): 868—882. PMID 8561830. doi:10.1515/znc-1995-11-1220 .
- Robbins, Chandler S.; Bruun, Bertel; Zim, Herbert Spencer; Zim, Herbert S. (2001). Birds of North America: A Guide to Field Identification. Macmillan. ISBN 1-58238-090-2.